# Marpissa (Paros)
Marpissa (griechisch Μάρπησσα (f. sg.)) ist ein Dorf nahe der Ostküste der griechischen Kykladeninsel Paros. Das 582 Einwohner (2011) zählende Dorf bildet gemeinsam mit sieben umliegenden Dörfern und Siedlungen sowie zwei unbewohnten Inseln die gleichnamige Ortsgemeinschaft der Gemeinde Paros mit insgesamt 1065 Einwohnern.
Das Dorf Marpissa liegt auf einem flachen Hügel östlich des Kefalos-Berges etwa 1,5 km von der Küste entfernt. Das Dorfzentrum liegt nördlich der Landstraße nach Parikia. Das Gebiet der Ortsgemeinschaft erstreckt sich über mehr als 7 km entlang der Ostküste und reicht maximal bis zu 4 km ins Hinterland wo im Norden die Ortsgemeinschaft Archilochos mit den Dörfern Prodromos und Marmara sowie im Westen Lefkes angrenzen. Entlang der Küste mit einigen der schönsten Inselstrände liegen von Nord nach Süd die touristisch geprägten Orte Piso Livadi, Chrysi Akti, und Dryos, parallel dazu landeinwärts die Weiler Tourlos, Tsoukalas, Tzanes und Pyrgaki.
Einstmals eine rein bäuerliche Ansiedlung, finden sich noch heute zahlreiche Höfe in Marpissa, teils in landwirtschaftlicher Nutzung, teils zu Unterkünften für Touristen ausgebaut. Generell aber existieren nur wenig Unterbringungsmöglichkeiten. In der Umgebung Marpissas liegen einige der schönsten Inselstrände. Als besondere Sehenswürdigkeiten sind eine venezianische Festung aus dem 15. Jahrhundert, das Perantinos-Museum mit Statuen und, in der näheren Umgebung, das zur Besichtigung stehende Kloster „Moni Agiou Andoniou“ aus dem 16. Jahrhundert zu nennen.